# Bulbophyllum quadricarinum
Bulbophyllum quadricarinum är en orkidéart som beskrevs av Paul J. Kores. Bulbophyllum quadricarinum ingår i släktet Bulbophyllum och familjen orkidéer. Inga underarter finns listade i Catalogue of Life.